# Cóc bà mụ thông thường
Cóc bà mụ thông thường (tên tiếng Tây Ban Nha: Sapo Partero Común), tên khoa học: Alytes obstetricans, là một loài ếch thuộc họ Discoglossidae.
Loài này có ở Bỉ, Pháp, Đức, Luxembourg, Hà Lan]], Bồ Đào Nha, Tây Ban Nha, Thụy Sĩ, và Vương quốc Anh.
Môi trường sống tự nhiên của chúng là rừng ôn đới, rừng khô nhiệt đới hoặc cận nhiệt đới, vùng cây bụi ôn đới, sông ngòi, hồ nước ngọt, đầm nước ngọt, đầm nước ngọt có nước theo mùa, sa mạc ôn đới, đất canh tác, vùng đồng cỏ, và các vùng đô thị.
Chúng hiện đang bị đe dọa vì mất môi trường sống.

## Hình ảnh

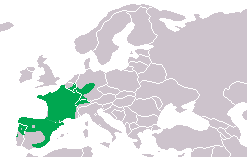
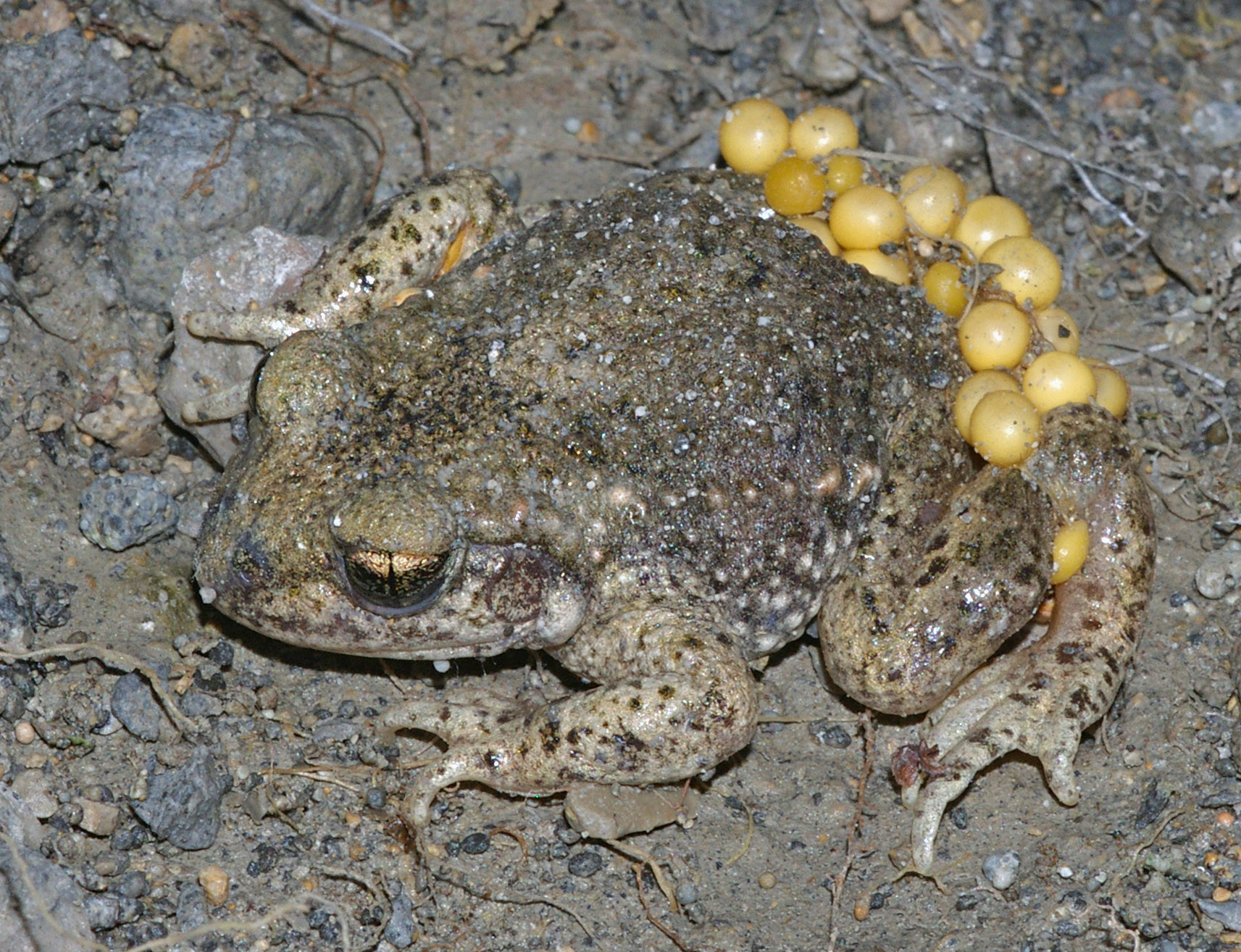
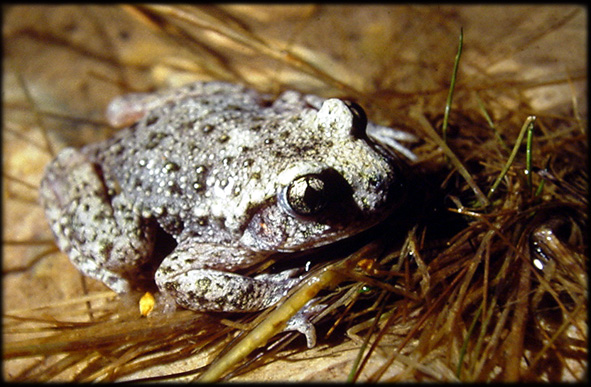
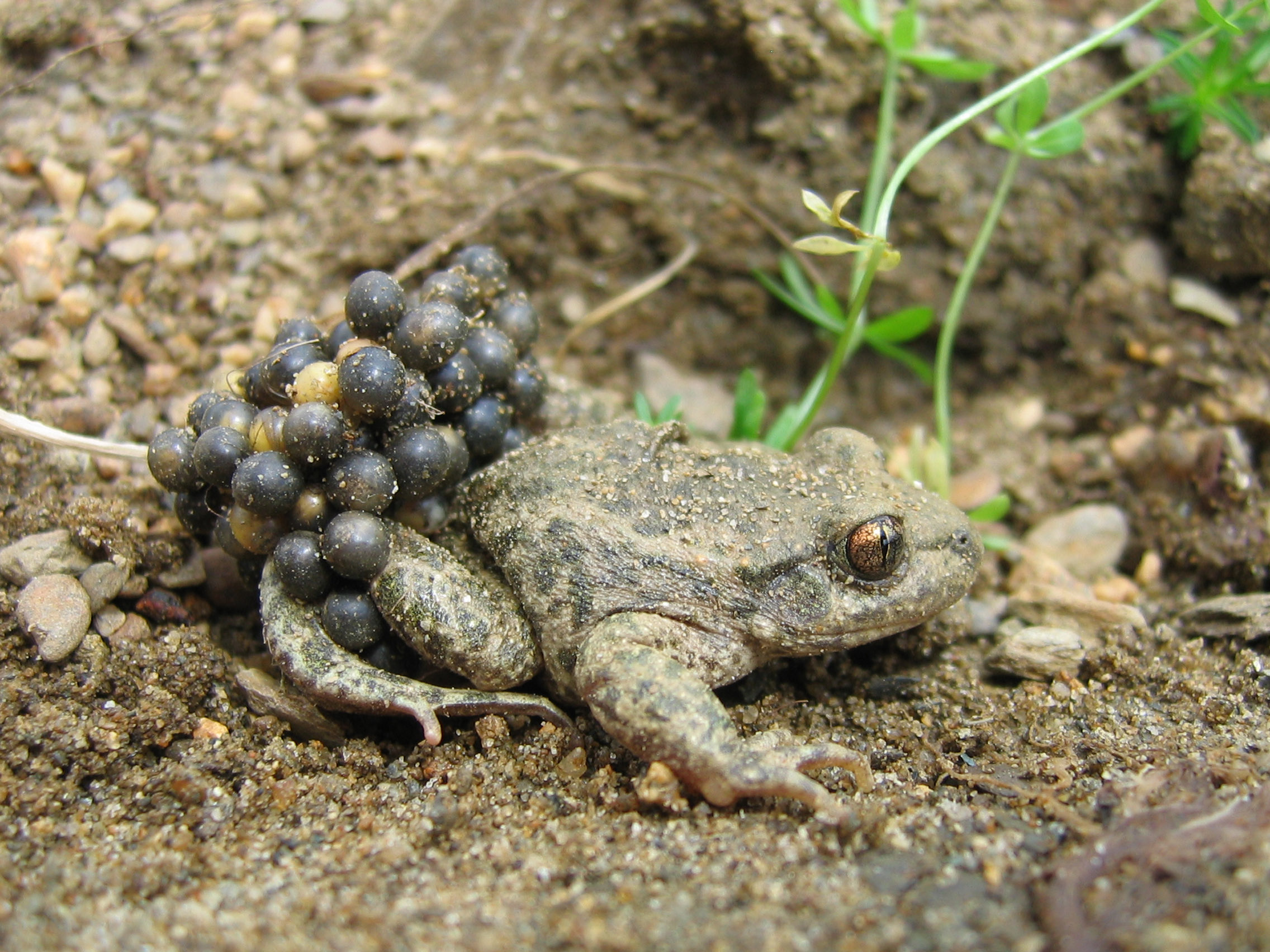
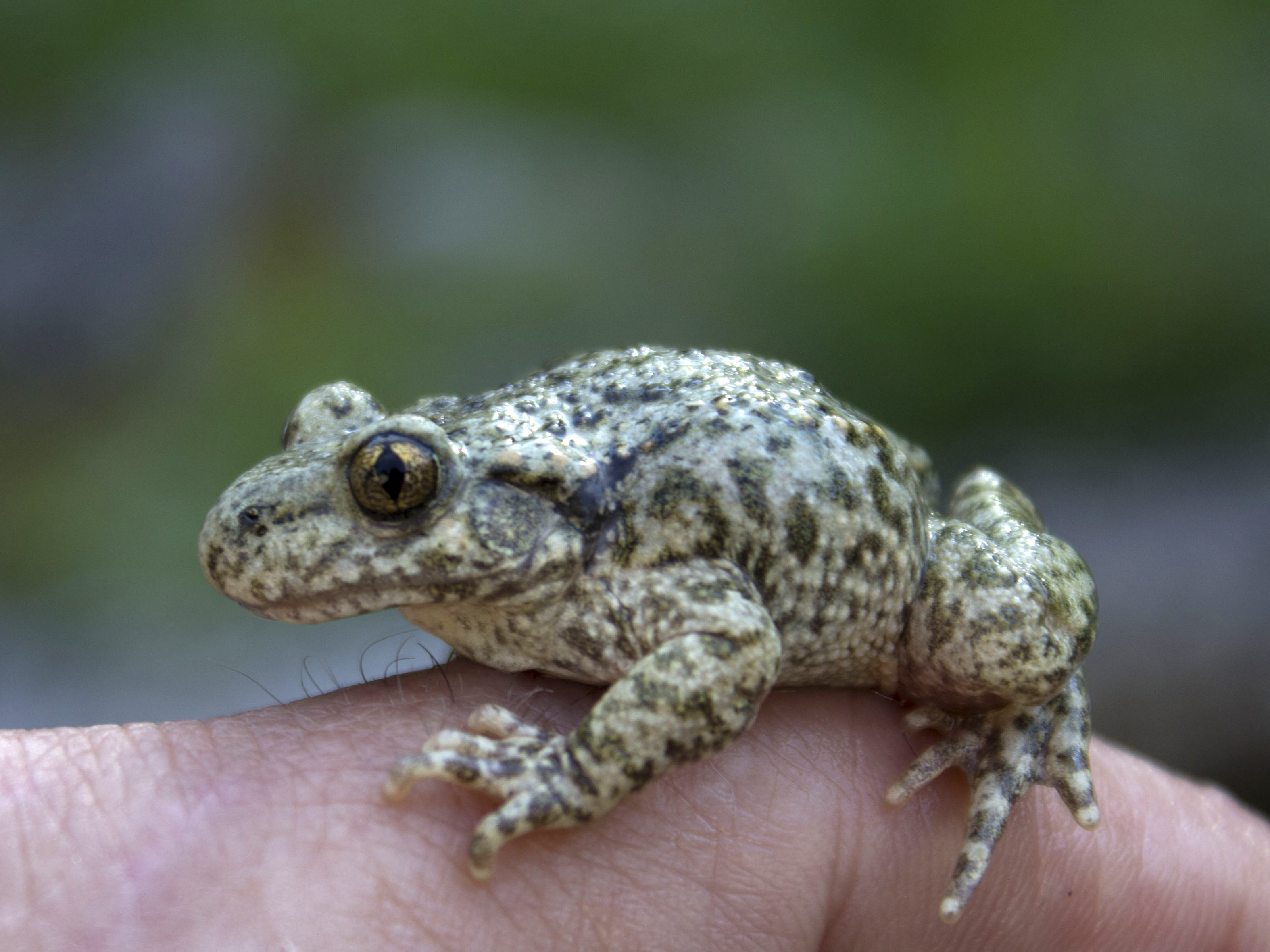
Alytes obstetricans